# Kanton Vitrolles
Der Kanton Vitrolles ist seit 1991 ein französischer Wahlkreis im Département Bouches-du-Rhône in der Region Provence-Alpes-Côte d’Azur. Er umfasst vier Gemeinden. Im Rahmen der landesweiten Neuordnung der französischen Kantone wurde er im Frühjahr 2015 erweitert.

## Gemeinden
Der Kanton besteht aus vier Gemeinden mit insgesamt 68.811 Einwohnern (Stand: 1. Januar 2022) auf einer Gesamtfläche von 99,61 km²:
| Gemeinde         | Einwohner 1. Januar 2022 | Fläche km² | Dichte Einw./km² | Code INSEE | Postleitzahl | Arrondissement  |
| ---------------- | ------------------------ | ---------- | ---------------- | ---------- | ------------ | --------------- |
| Bouc-Bel-Air     | 15.367                   | 21,75      | 707              | 13015      | 13320        | Aix-en-Provence |
| Cabriès          | 10.143                   | 36,55      | 278              | 13019      | 13170, 13480 | Aix-en-Provence |
| Saint-Victoret   | 6.689                    | 4,73       | 1.414            | 13102      | 13700, 13730 | Istres          |
| Vitrolles        | 36.612                   | 36,58      | 1.001            | 13117      | 13127        | Istres          |
| Kanton Vitrolles | 68.811                   | 99,61      | 691              | 1329       | –            | –               |

Der Kanton umfasste bis zur Neuordnung der Kantone lediglich die Stadt Vitrolles. Er war 36,58 km2 groß und hatte 37.650 Einwohner, was einer Bevölkerungsdichte von 1029 Einw./km2 entsprach. Er besaß vor 2015 einen anderen INSEE-Code als heute, nämlich 1353.

## Politik
| Vertreter im Departementrat | Vertreter im Departementrat  | Vertreter im Departementrat |
| Amtszeit                    | Namen                        | Partei                      |
| --------------------------- | ---------------------------- | --------------------------- |
| 2015–                       | Sandra Dalbin Richard Mallie | UD                          |